# Polyplax cutchicus
Polyplax cutchicus är en insektsart som beskrevs av Gaurav K. Mishra och Kaul 1973. Polyplax cutchicus ingår i släktet Polyplax och familjen ledlöss. Inga underarter finns listade i Catalogue of Life.